# Crnča (Serbia)
Crnča (cyr. Црнча) – wieś w Serbii, w okręgu maczwańskim, w gminie Ljubovija. W 2011 roku liczyła 951 mieszkańców.